# Kyma (fiume)
La Kyma (in russo Кыма?) è un fiume della Russia europea nordoccidentale, affluente di destra del Mezen'. Scorre nell'Lešukonskij rajon dell'Oblast' di Arcangelo.
Nel corso superiore il fiume scorre in direzione nord-ovest, dopo un ampio giro vira a sud. La valle del fiume è in gran parte disabitata. Sfocia nel Mezen' a 315 km dalla foce, presso l'abitato di Ust'-Kyma. Ha una lunghezza di 219 km, il suo bacino è di 2 630 km².